# Listă de conducători de stat din 484
480 - 481 - 482 - 483 - 484 - 485 - 486 - 487 - 488
Aceasta este o listă a conducătorilor de stat din anul 484:

## Europa
- Anglia, statul anglo-saxon Kent: Hengest (rege, 455-488)
- Anglia, statul anglo-saxon Sussex: Aelle (rege, 477-cca. 514?)
- Bizanț: Zenon (împărat din dinastia Leoniană, 474-475, 476-491)
- Burgunzii: Godegisel (conducător, 473-501) și Gundobad (conducător, 478/480-516)
- Francii: Clovis (Chlodowech, Chlodvig) I (rege din dinastia Merovingiană, 481 sau 482-511)
- Gruzia: Vakhtang I Gorgasal (suveran, 447-522)
- Heruli: Odoacru (rege, 476-493)
- Ostrogoții: Theodoric cel Mare (rege, 474-526)
- Scoția, statul picților: Drust al II-lea Gurthinmoch (rege, cca. 465-cca. 495)
- Scoția, statul celt Dalriada: Fergus Mor mac Erca (rege, 474? sau 498?-501?) (?)
- Statul papal: Felix al III-lea (sau al II-lea?) (papă, 483-492)
- Suevii: Teudemund sau Remismund al II-lea sau Hermenric al II-lea sau Rechila al II-lea (rege) (?)
- Vandalii: Huniric (rege, 477-484) și Gunthamund (rege, 484-496)
- Vizigoții: Euric (rege, 466-484) și Alaric al II-lea (rege, 484-507)

## Africa
- Bizanț: Zenon (împărat din dinastia Leoniană, 474-475, 476-491)
- Vandalii: Huniric (rege, 477-484) și Gunthamund (rege, 484-496)

## Asia

### Orientul Apropiat
- Bizanț: Zenon (împărat din dinastia Leoniană, 474-475, 476-491)
- Persia: Peroz (Firuz) (suveran din dinastia Sasanizilor, 459-484) și Balaș (suveran din dinastia Sasanizilor, 484-488)

### Orientul Îndepărtat
- Cambodgia, statul Fu Nan: Jayavarman (Șeyebamo)(rege din a doua dinastie Kaundinya, cca. 478-cca. 514)
- Cambodgia, statul Tjampa: necunoscut (rege din a treia dinastie a tjampilor) (până în cca. 510)
- China: Wudi (împărat din dinastia Qi) (483-493)
- China: Xiaowen Di (împărat din dinastia Wei de nord, 471-499)
- Coreea, statul Koguryo: Changsu (Koyon) (rege din dinastia Ko, 413-491)
- Coreea, statul Paekje: Tongsong (rege din dinastia Ko, 479-501)
- Coreea, statul Silla: Soji (rege din dinastia Kim, 479-500)
- India, statul Magadha: Buddha Gupta (suveran din dinastia Gupta, 477-495)
- India, statul Pallava: Nandivarman I (rege din prima dinastie, cca. 480-cca. 500)
- Japonia: Seinei (împărat, 480-484)
- Sri Lanka: Kașyapa (Kassapa) I (rege din dinastia Moriya, 477-495)